# Нурове
Нурове — селище в Україні, у Балаклійському районі Харківської області. Населення становить 228 осіб. До 2020 орган місцевого самоврядування — Веселівська сільська рада.

## Історія
Село постраждало внаслідок геноциду українського народу, проведеного урядом СССР в 1932—1933 роках, кількість встановлених жертв у Бабариківці, Пазіївці, Слабунівці, Макарівці, Крючках, Теплянці Першій, Теплянці Другій, Жуваківці, Нуровому, Якимівці, Сухому Яру, Чорнобаївці — 479 людей.
12 червня 2020 року, відповідно до Розпорядження Кабінету Міністрів України  № 725-р «Про визначення адміністративних центрів та затвердження територій територіальних громад Харківської області», увійшло до складу Савинської селищної територіальної громади.
19 липня 2020 року, в результаті адміністративно-територіальної реформи та ліквідації Балаклійського району, селище увійшло до складу новоутвореного Ізюмського району.

## Населення

### Мова
Розподіл населення за рідною мовою за даними перепису 2001 року:
| Мова       | Кількість | Відсоток |
| ---------- | --------- | -------- |
| українська | 218       | 95.61%   |
| російська  | 8         | 3.51%    |
| румунська  | 2         | 0.88%    |
| Усього     | 228       | 100%     |

## Географія
Селище Нурове впритул примикає до села Старий Чизвик, знаходиться в балці по якій протікає пересихаючий струмок. Струмок місцями перегороджений дамбами і через 3 км впадає в річку Волоська Балаклійка.

## Пам'ятки
- Біля селища Нурове знаходиться ботанічний заказник місцевого значення «Нурівський». Площа 36,6 га.

## Також
- Перелік населених пунктів, що постраждали від Голодомору 1932-1933, Харківська область